# سراسينة أليفة الجبال
سراسينة أليفة الجبال (الاسم العلمي:Sarracenia oreophila) هي نوع من النباتات تتبع جنس السراسينة من الفصيلة السراسينية.